# Мозел
 Тази статия е за реката в Западна Европа.  За департамента във Франция вижте Мозел (департамент).  
Мозел  (на френски: Moselle; на немски: Mosel; на люксембургски език Musel; на нидерландски: Moezel) е голяма река в Западна Европа, протичаща по територията на Франция (департаменти Вогези, Мьорт и Мозел и Мозел), Люксембург (окръг Гревенмахер) и Германия (провинция Рейнланд-Пфалц), ляв приток на Рейн. Дължина 544 km, площ на водосборния басейн 28 153 km².

## Географска характеристика
Река Мозел води началото си на 693 m н.в., от западния склон на масива Балон д’Елзас, в планината Вогези, на 3 km източно от град Бусан, в югоизточната част на департамента Вогези. На френска територия тече предимно в северна посока в сравнително широка долина между хълмистите западни разклонения на Вогезите и източните склонове на платото Мьоз. При люксембургското село Шенген напуска територията на Франция и на протежение от 36 km служи за граница между Германия и Люксембург. На 8 km югозападно от град Трир завива на североизток и изцяло навлиза на германска територия. Оттук до устието си Мозел тече в дълбока и тясна долина (т.н. Мозелска долина) с множество меандри между нископланинските масиви Айфел на северозапад и Хунсрюк на югоизток (части от Рейнските шистови планини). Влива се отляво в река Рейн, при нейния 592 km, на 61 m н.в., в центъра на град Кобленц.
Водосборният басейн на Мозел обхваща площ от 28 153 km², което представлява 15,19% от водосборния басейн на Рейн. Речната мрежа на реката е двустранно развита, с повече, но по-къси леви и по-малко, но по-дълги десни притоци. На изток и север водосборният басейн на Мозел граничи с водосборните басейни на реките Нае, Зелц, Шпаер, Лаутер, Сар, Модер, Ил, Ар и други по-малки, леви притоци на Рейн, на юг – с водосборния басейн на река Рона (от басейна на Средиземно море), а на запад – с водосборния басейн на река Маас (от басейна на Северно море).
Основни притоци:
- леви – Мадон (97 km, 1032 km²), Рю дьо Ма (55 km, 385 km²), Орн (86 km, 1268 km²), Зауер (Сюр, 173 km, 4259 km²), Кил (142 km, 834 km²), Залм (63 km, 299 km²), Лизер (74 km, 402 km²), Алф (53 km, 351 km²), Елц (59 km, 221 km²);
- десни – Волон (50 km, 369 km²), Мьорт (160 km, 3085 km²), Сей (138 km, 1348 km²), Саар (235 km, 7431 km²).[1]

Мозел има предимно дъждовно подхранване с пълноводие от ноември до март и сравнително слабо изразено лятно маловодие. Среден годишен отток в долното течение (при град Кохем) 290 m³/sec.

## Стопанско значение, селища
Реката е плавателна за плиткогазещи речни съдове почти по цялото си протежение, до град Епинал. В района на град Нанси се пресича от плавателния канал „Марна-Рейн“, а на юг (от град Епинал) чрез „Източния канал“ се свързва с река Сона от басейна на Рона. Долината на реката както във Франция така и в Германия се слави със своето лозарство и винарство.
На 14 юни 1985 г. представителите на Белгия, Люксембург, Нидерландия, Франция и ФРГ на борда на туристическото корабче „Принцеса Мари-Астрид“ на средата на реката, на мястото където се събират френската, люксембургската и германската граници, до люксембургското село Шенген, подписват  Шенгенско споразумение.
Долината на реката е гъсто заселена, като най-големите селища са градовете:
- Франция – Епинал, Шарм, Ньов Мезон, Помпе, Понт а Мусон, Мец и Тионвил;
- Люксембург – известното село Шенген;
- Германия – Трир и Кобленц.[1]